# Râul Daicița
Râul Daicița, cunoscut și sub numele de Pârâul Telii, este un curs de apă, afluent al râului Boca. Râul Daicița are o lungime de 9 km și un bazin hidrografic de 20 km².Acest râu traversează satul Miclăușeni, pe care îl taie în două părți inegale, versantul nordic având majoritatea populației. Se varsă ulterior în râul Boca, în zona păduricei care înconjoară Castelul Sturdza de la Miclăușeni.